# Teodora Danti
Teodora Danti, född 1498, död 1573, var en italiensk konstnär. 
Hon skrev poesi och målade tavlor. 